# 松岡勇記
松岡 勇記（まつおか ゆうき、天保5年12月12日（1835年1月10日） - 明治29年（1896年）4月3日）は、日本の医師。

## 経歴
士族松岡丹下の次男として江戸の芝（後の明舟町）に生まれ、嘉永4年（1851年）周防平生出身の長州藩藩医・松岡良哉の養子となる。良哉は吉田松陰と親しく、その診察治療も行っていた。
嘉永7年（1854年）、咸宜園に入門する。この縁で長三洲との親交もあった。
安政3年（1856年）、適塾に入門し長与専斎の知己を得、福沢諭吉と親友となる。『福翁自伝』には適塾時代の思い出が語られ松岡も何度か登場するが、特に有名なものは福沢たち悪友一党が手塚良庵を遊女の贋手紙で騙した一件で、女文字の手紙を偽造した張本人が松岡である。また、夏の夕方に涼しい物干し台で一献傾けるつもりの一党が、婢女たちがそこで夕涼みしており遠慮していたところ、松岡が自分に任せろと云い放った。挨拶をしながら全裸で物干し台に入り込んで仰向けに横たわり、女性陣は閉口して逃げ出した。その後楽しく酒宴を開いたという。
適塾の後は更に長崎へ遊学しポンぺと松本良順に学ぶ。ここで長州に戻り、明倫館医学館好生堂の舎長となった。慶応3年6月（1867年7月）、藩命で青木周蔵らと共に医学修行・海外留学準備のため、長崎西浜町薩摩藩屋敷に寄宿し旧知の長与専斎に指導を受ける。既に長州征討以降の時世であり、薩摩藩士名義で活動していたものの、再び精得館に出入りできたかは不明である。
明治5年（1872年）、栃木県県立栃木病院に招聘され院長となり、医学校設立の提言を行った（栃木医学校は明治11年開校、16年廃校）。明治7年（1874年）、陸軍軍医（正七位）に任ぜられ、明治9年（1876年）、東京鎮台歩兵第2連隊第2大隊付医官。明治11年（1878年）、茨城県県立病院を院長として開院、翌年には県立医学校が設立され校長を兼任した（茨城医学校は明治19年廃校）。その後、東京愛宕下田村町（後の西新橋）で開業し井上馨の主治医となる。一時、本田増次郎を薬局生とした。明治17年（1884年）、中央衛生会で准判任の御用掛に任命。明治18年（1885年）、根室県に派遣され、明治20年代前半の官立根室病院院長を務めた。
晩年は萩に帰還し、萩医師会会頭となった。明治26年（1893年）6月、萩名産の夏ミカンを福沢に贈っている。福沢からの返礼の手紙が、マーマレードの日本での賞味の実態と、日本人が自製した実例の文献上での最初期のものとして知られる。明治29年（1896年）4月3日、急性肺炎のため死去。
神代郁之進を養嗣子としたが、後に離籍した。女子のうち、三女カネは近藤会次郎に嫁す。

## 参考資料
1. 1 2  田中助一『萩市医師会略史』山口県医師会萩支部、1943年、p.99-100。
2. ↑  森川潤『青木周蔵 渡独前の修学歴』広島修道大学学術選書、2018年[要ページ番号]
3. ↑  日野原正『栃木（縣）医学校の推移』第113回日本医史学会総会シンポジウム143、2012年
4. ↑  西川填八『明治時代の公立医学校廃止の顛末（その二）』日本医史学雑誌第29巻第2号、1983年
5. ↑  福沢諭吉「書簡集666番 明治26年7月2日付松岡勇記宛書簡」『続福沢全集第6巻 書簡集』岩波書店、1933年